# Камбриэль, Альбер
Альбер Камбриэль (фр. Albert Cambriels; 11 августа 1816, Лаграсс, департамент Од — 22 декабря 1891, Париж) — французский генерал.
Начал службу в армии в 1836 г. Во время франко-прусской войны 1870—1871 г. командовал бригадой. При Седане был ранен и взят в плен, но бежал. Явившись в Тур к правительству национальной обороны, получил командование над восточной армией, с которой отступил в укреплённый лагерь при Безансоне. Разрыв с Гарибальди, который взял на себя одного руководство так называемой малой войной, побудил его сложить с себя командование. Позже командовал корпусом.